# Acid Red 94
C.I. Acid Red 94 oder Rose bengale ist eine chemische Verbindung aus der Gruppe der Triphenylmethanfarbstoffe und der Xanthenfarbstoffe.

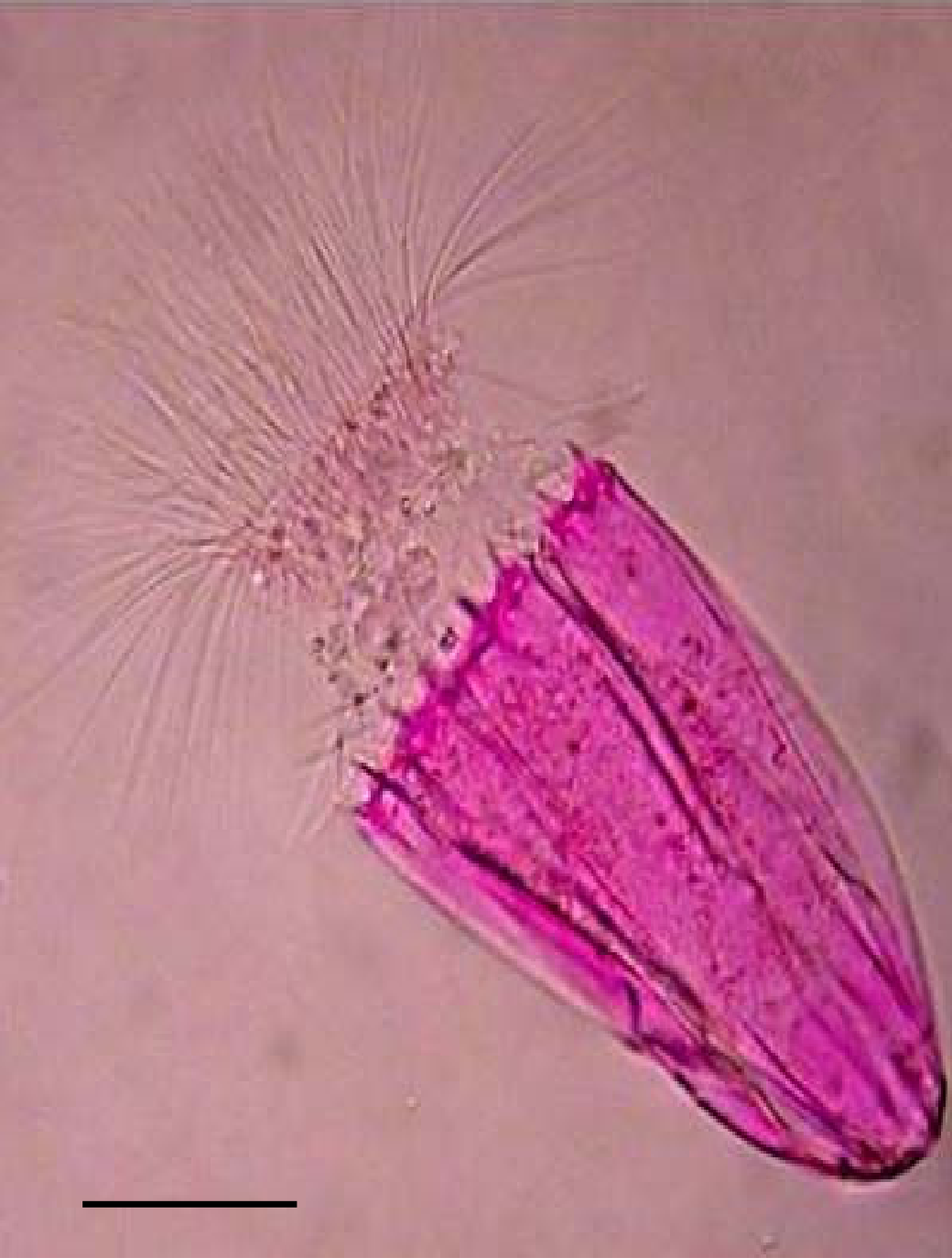
Mikroskopbild mit der Verwendung von Bengalrosa als Farbstoff.

Verwendung findet der Farbstoff unter anderem im Bengalrosa-Test, bei dem die verabreichte Verbindung unverändert von der Leber eliminiert und über die Galle ausgeschieden wird. Anhand der Eliminierungsgeschwindigkeit kann dann die exkretorische Leistung der Leber quantifiziert werden.
Mit Acid Red 94 kann auch auf das Vorhandensein von Brucellen getestet werden.

## Struktur
Abhängig vom pH-Wert liegt der Farbstoff in der ungeladenen Spiro-Lactonform oder als Mono-, Di- oder Trinatriumsalz vor. Das Dinatriumsalz der Verbindung kann als Lacton oder als Carboxylat formuliert werden.

C.I. Acid Red 94, Di-Na-Salz CAS 632-69-9
C.I. Acid Red 94, Di-Na-Salz CAS 11121-48-5